# Anthony Campbell (atleta)
Anthony Campbell (Los Ángeles, Estados Unidos, 14 de junio de 1960) es un atleta estadounidense retirado, especializado en la prueba de 110 m vallas en la que llegó a ser medallista de bronce olímpico en 1988.

## Carrera deportiva
En los JJ. OO. de Seúl 1988 ganó la medalla de bronce en los 110 metros vallas, con un tiempo de 13.38 segundos, llegando a meta tras su compatriota Roger Kingdom y el británico Colin Jackson.